# Franz von Hofmeister
Franz Hofmeister, ab 1916 von Hofmeister, (* 30. März 1867 in Rottenburg am Neckar; † 14. August 1926 in Friedrichshafen) war ein deutscher Chirurg und Hochschullehrer.

## Leben
Hofmeister studierte an der Eberhard Karls Universität Tübingen, Friedrich-Wilhelms-Universität zu Berlin und der Friedrichs-Universität Halle. Seit 1886 war er Mitglied des Corps Rhenania Tübingen. Mit einer Doktorarbeit bei dem Chirurgen Paul von  Bruns wurde er 1890 in Tübingen zum Dr. med. promoviert. Danach arbeitete er in der Pathologie bei Karl Joseph Eberth, dem Gynäkologen Rudolf Kaltenbach und schließlich bei v. Bruns. Er habilitierte sich 1894 in Tübingen. Seit 1898 Extraordinarius, wurde er 1903 Chefarzt der Chirurgie im Stuttgarter Karl-Olga-Hospital, 1907 im Ludwig-Spital. Während des Ersten Weltkriegs diente Hofmeister als Generalarzt und beratender Chirurg beim Generalkommando des XIII. (Königlich Württembergisches) Armee-Korps. Für seine Leistungen wurde er u. a. am 30. August 1915 mit dem Komturkreuz II. Klasse des Friedrichs-Ordens sowie am 15. August 1916 mit dem Ritterkreuz des Militärverdienstordens ausgezeichnet.

## Werke
- Coxa vara. (Schenkelhalsverbiegung)
- Verletzungen und Erkrankungen des Larynx und der Trachea. In: Ernst von Bergmann, Paul von Bruns, Johannes Freiherr von Mikulicz-Radecki: Handbuch der praktischen Chirurgie. Stuttgart.
- Verbandtechnik. Tübingen 1901.